# Барби: Академия принцесс
«Барби: Академия принцесс» (англ. Barbie: Princess Charm School) — американский полнометражный анимационный фильм режиссёров Уильяма Лау и Терри Классен, вышедший 13 сентября 2011 года.

## Сюжет
Барби исполняет роль Блэр Уиллоус, девочки с добрым сердцем, которой выпадает честь учиться в Академии Принцесс. Это удивительное место, где принцессы учатся официальным танцам, чайному этикету и правильным манерам. Блэр в восторге от уроков, всегда готовых помочь волшебных фей и её новых подружек, принцесс Хадли и Айлы. Когда королевская наставница мадам Девин понимает, что Блэр похожа на погибшую в автокатастрофе принцессу их королевства, она изо всех сил пытается не позволить ей взойти на трон. Блэр, Хадли и Айла должны показать всем заколдованную корону, которую они нашли, надеть её на голову Блэр — корона должна засиять, если она и есть принцесса — и доказать, что Блэр имеет права на престол.

## Персонажи
- Блэр Уиллоус — главная героиня. Родом из простой семьи, оказалась пропавшей принцессой Софией, якобы погибшей в автомобильной аварии семнадцать лет назад. Поначалу девушка никак не могла поверить, что она и является Софией, но потом, разобравшись в истории королевской семьи, убедилась в этом.
- Деленси Девин — изначально была настроена резко против Блэр, но, узнав, что она — истинная принцесса София, изменила своё мнение и даже помогла ей найти корону Гардении. Деленси отказалась от престола, утверждая, что не сможет справиться со своими обязанностями и не хотела бы править обманом.
- Мисс Александра Привет — директор Академии принцесс.
- Мадам Девин — мать Деленси, королева Изабелла приходилась ей невесткой, подстроила автокатастрофу королевской семьи. Видела в Блэр соперницу для своей дочери и пыталась её устранить. В конце фильма, по выяснении обстоятельств автокатастрофы, её арестовывают.
- Николас — принц, тайно влюблён в Блэр.
- Айла — подруга Блэр, любит слушать музыку и сочинять песни.
- Хадли — подруга Блэр, фанатка спорта, а особенно футбола.
- Принц — собака королевской семьи, с большой симпатией относится к Блэр.
- Порша — подруга Деленси.
- Эмили Уиллоус — младшая сестра Блэр. Эмили заполнила за неё анкету на поступление в Академию принцесс. Очень хочет попасть в это учебное заведение.